# Omloop Het Nieuwsblad 2024 (Frauen)
Omloop Het Nieuwsblad 2024 war ein Straßenrennen für Frauen. Das Rennen fand am 24. Februar statt, am gleichen Tag wie die Ausgabe für Männer, und war Teil der UCI Women’s WorldTour.

## Teilnehmende Mannschaften
| UCI Women's WorldTeams (13)- AG Insurance-Soudal Team - Canyon-SRAM Racing - FDJ-Suez - Fenix-Deceuninck - Human Powered Health - Lidl-Trek - Liv AlUla Jayco - Movistar Team - Team DSM-Firmenich PostNL - SD Worx-Protime - Team Visma \| Lease a Bike - UAE Team ADQ - Uno-X Mobility UCI Women's Continental Teams (11)- Arkea-B&B Hotels women - Bepink-Bongioanni - Cofidis - Chevalmeire - EF Education-Cannondale - Hess Cycling Team - Komugi-Grand Est - Lotto Dstny Ladies - Proximus-Cyclis CT - Team Coop-Repsol - VolkerWessels |
| |

## Streckenführung
Der Parcours war nahezu identisch zum Vorjahr, insbesondere waren die letzten 60 km ab Oudenaarde unverändert. Das Rennen begann am Kuipke in Gent, führte beidseits der Schelde nach Oudenaarde und dann durch die Flämischen Ardennen. Die letzte Schwierigkeit bildete die bekannte Kombination der Mauer von Geraardsbergen mit dem Bosberg, bevor das Rennen nach 127 km in Ninove endete.
| Nr | Name                     | km vom Ende | Typ                           |
| -- | ------------------------ | ----------- | ----------------------------- |
| 1  | Lange Munte              | 99,0        | Kopfsteinsektor               |
| 2  | Edelareberg              | 58,4        | Anstieg                       |
| 3  | Holleweg                 | 56,2        | Kopfsteinsektor               |
| 4  | Wolvenberg               | 53,6        | Anstieg                       |
| 5  | Kerkgate                 | 50,0        | Kopfsteinsektor               |
| 6  | Jagerij                  | 47,4        | Kopfsteinsektor               |
| 7  | Molenberg                | 41,2        | Anstieg mit Kopfsteinpflaster |
| 8  | Haaghoek                 | 36,7        | Kopfsteinsektor               |
| 9  | Leberg                   | 33,7        | Anstieg                       |
| 10 | Berendries               | 29,6        | Anstieg                       |
| 11 | Elverenberg              | 27,2        | Anstieg                       |
| 12 | Mauer von Geraardsbergen | 15,7        | Anstieg mit Kopfsteinpflaster |
| 13 | Bosberg                  | 11,8        | Anstieg mit Kopfsteinpflaster |

## Rennverlauf und Ergebnis
Es bildete sich eine Spitzengruppe aus fünf Außenseiterinnen, die 35 Kilometer vor dem Ziel drei Minuten Vorsprung hatten. Auf der Haaghoek kam es im Feld zu mehreren Stürzen, die das Feld teilten. Elisa Longo Borghini setzte allein der Spitzengruppe nach, dicht gefolgt von einer kleinen Gruppe mit anderen Favoriten. Nach knapp zehn Kilometern hatte Longo Borghini die Ausreißer überholt, weiter verfolgt von einer nun zwölfköpfigen Gruppe. Auf der Mauer von Geraardsbergen schlossen Lotte Kopecky, Marianne Vos und Shirin van Anrooij zu Longo Borghini auf. Auf den Schlusskilometern wechselten sich die Lidl-Trek-Fahrerinnen Longo Borghini und van Anrooij mit den Attacken ab, wurden aber jedes Mal von Vos und Kopecky neutralisiert. Den Sprint in Ninove gewann Vos vor Kopecky und Longo Borghini. Vos krönte damit eine erfolgreiche Rückkehr, nachdem sie ihre Saison 2023 wegen einer Operation an der Leistenschlagader hatte abbrechen müssen.
Einige Tage nach dem Rennen kündigte die belgische Polizei rechtliche Schritte gegen einen Zuschauer an, der Marianne Vos in Geraardsbergen mit einem vollen Bierbecher beworfen hatte.
| \| Gesamtwertung \| Gesamtwertung \| Gesamtwertung \| Gesamtwertung \| Gesamtwertung \| \| Fahrerin \| Fahrerin \| Land \| Team \| Zeit \| \| ------------- \| -------------------- \| ------------- \| -------------------------- \| --------------- \| \| 1. \| Marianne Vos \| Niederlande \| Team Visma \\| Lease a Bike \| 3 h 27 min 15 s \| \| 2. \| Lotte Kopecky \| Belgien \| SD Worx-Protime \| + 0 s \| \| 3. \| Elisa Longo Borghini \| Italien \| Lidl-Trek \| + 0 s \| \| 4. \| Shirin van Anrooij \| Niederlande \| Lidl-Trek \| + 0 s \| \| 5. \| Thalita de Jong \| Niederlande \| Lotto Dstny Ladies \| + 1 min 08 s \| \| 6. \| Demi Vollering \| Niederlande \| SD Worx-Protime \| + 1 min 08 s \| \| 7. \| Katarzyna Niewiadoma \| Polen \| Canyon-SRAM Racing \| + 1 min 08 s \| \| 8. \| Puck Pieterse \| Niederlande \| Fenix-Deceuninck \| + 1 min 08 s \| \| 9. \| Lorena Wiebes \| Niederlande \| SD Worx-Protime \| + 1 min 53 s \| \| 10. \| Elisa Balsamo \| Italien \| Lidl-Trek \| + 2 min 08 s \| |                      |             |                            |                 |
| |                      |             |                            |                 |
| Quelle: ProCyclingStats |                      |             |                            |                 |
| Gesamtwertung |                      |             |                            |                 |
| Fahrerin | Fahrerin             | Land        | Team                       | Zeit            |
| 1. | Marianne Vos         | Niederlande | Team Visma \| Lease a Bike | 3 h 27 min 15 s |
| 2. | Lotte Kopecky        | Belgien     | SD Worx-Protime            | + 0 s           |
| 3. | Elisa Longo Borghini | Italien     | Lidl-Trek                  | + 0 s           |
| 4. | Shirin van Anrooij   | Niederlande | Lidl-Trek                  | + 0 s           |
| 5. | Thalita de Jong      | Niederlande | Lotto Dstny Ladies         | + 1 min 08 s    |
| 6. | Demi Vollering       | Niederlande | SD Worx-Protime            | + 1 min 08 s    |
| 7. | Katarzyna Niewiadoma | Polen       | Canyon-SRAM Racing         | + 1 min 08 s    |
| 8. | Puck Pieterse        | Niederlande | Fenix-Deceuninck           | + 1 min 08 s    |
| 9. | Lorena Wiebes        | Niederlande | SD Worx-Protime            | + 1 min 53 s    |
| 10. | Elisa Balsamo        | Italien     | Lidl-Trek                  | + 2 min 08 s    |